# پلا راسکا
پُـلا راسکا (لهستانی: Pola Raksa؛ زادهٔ ۱۴ آوریل ۱۹۴۱) بازیگر اهل لهستان است. وی بین سال‌های ۱۹۶۰ تا ۱۹۹۳ میلادی فعالیت می‌کرد.
از فیلم‌هایی که وی در آن نقش داشته‌است، می‌توان به شیطان در کلاس هفتم، سرگذشتی با یک ترانه، خاکستر، چهار تانکچی و یک سگ، خاکستر، دست‌نوشته ساراگوسا و حقیقت اشاره کرد.